# Абагайтуй (село)
Абагайту́й (бур. Абагайта)— село в Забайкальском районе Забайкальского края. Административный центр сельского поселения «Абагайтуйское».
Население — 403 чел. (2021).

## География
Находится на левобережье реки Аргунь (в 1 км от её левого русла), в 43 км юго-восточнее районного центра — посёлка Забайкальск. К востоку от села, в пойме Аргуни, расположен Большой остров, именуемый также Абагайтуем.

## История
Поселение основано в 1728 году после подписания Буринского договора (1727), как пограничный караул Абагайтуйский на российско-китайской границе.

## Население
| 1989 | 2002 | 2010 | 2012 | 2013 | 2014 | 2015 |
| ---- | ---- | ---- | ---- | ---- | ---- | ---- |
| 1448 | ↘917 | ↘687 | ↘654 | ↘633 | ↘596 | ↘564 |
| 2016 | 2017 | 2018 | 2019 | 2020 | 2021 |      |
| ↘539 | ↘510 | ↘466 | ↘439 | ↘397 | ↗403 |      |

## Экономика
ПСК «Абагайтуйский».

## Инфраструктура
Средняя общеобразовательная школа, детский сад, сельский клуб, библиотека, почтовое отделение, фельдшерско-акушерский пункт.